# 戴維·加瓦齊
戴維·加瓦齊（義大利語：Davide Gavazzi；1986年5月7日—）是一位意大利足球運動員。在場上的位置是邊鋒。他現在效力於意大利足球甲級聯賽球隊桑普多利亞足球俱樂部。